# UJOT FM
UJOT FM – internetowe radio studentów Uniwersytetu Jagiellońskiego.
Inicjatorami radia była dwójka dziennikarzy Radia ZET – Marcin Kubat i Beata Sabała-Zielińska. We wrześniu 2014 zaczęto tworzyć rozgłośnię od podstaw, a 4 maja 2015 rozpoczęła ona nadawanie.
Siedziba UJOT FM mieści się w budynku Wydziału Zarządzania i Komunikacji Społecznej Uniwersytetu Jagiellońskiego w Krakowie. Początkowy skład redakcji liczył 132 osoby. Na początku listopada 2015 miał miejsce casting, podczas którego do radia zgłosiło się kolejnych ponad 50 studentów UJ.
Radio nadaje codziennie. Można go posłuchać na jego stronie internetowej bądź przez wybrany odtwarzacz.